# 唐豐陵
豐陵为唐十八陵之一，为唐顺宗李诵墓。位于渭南市富平县东北17公里金瓮山。
元和元年（806年），唐顺宗驾崩，葬在豐陵，与庄宪皇后王氏共葬。因山为陵，陵区周围二十公里。四门各有石狮一对，朱雀门神道两侧有石马五对、石人十对，华表、翼马、朱雀各一对。玄武门外石马三对。现在均已残破。2019年考古人員發現陵园西乳阙的三出阙结构以及陵園內的神道石柱1件、翼马2件、石马和牵马人各3件等石刻。